# Chaetonotus dadayi
Chaetonotus dadayi är ett bukhårsdjur som beskrevs av Schwank 1990. Chaetonotus dadayi ingår i släktet Chaetonotus och familjen Chaetonotidae. Arten förekommer i Sydamerika och inga underarter finns listade i Catalogue of Life.